# Чабан с собакой (Приютненский район)
Чабан с собакой — памятник, находящийся в Приютненском районе при дороге Р216 на административной границе между Республикой Калмыкия и Ставропольским краем.
Памятник был установлен в 1970 году. Автор памятника — калмыцкий скульптор, заслуженный художник РСФСР скульптор Никита Амолданович Санджиев.
7 мая 2009 года памятник был внесён в реестр объектов культурного наследия Республики Калмыкия (№ 55).